# بيغ (برزخ)
بيغ (بالإنجليزية: Beg)‏ في ميثولوجيا غينيا الجديدة يعتبر العالم الآخر لشعب بابوان الواقع تحت البحر. وهو مسكن مؤقت للنفس في طريقها إلى المكان المبارك الأخير الذي يسمونه بوغو.